# کلالسه، قنا
کلالسه، روستایی از توابع شهرستان قوص در استان قنا و کشور مصر است.

## جمعیت
براساس سرشماری سال ۲۰۰۶ مصر، جمعیت آن ۸۷۶۰ نفر(۴۳۴۳ مرد و ۴۴۱۷ زن) بوده‌است.